# 영천 매산 고택과 산수정
영천 매산 고택과 산수정은 대한민국 경상북도 영천시 임고면 삼매리에 있는 조선시대의 가옥이다. 1970년 12월 29일 대한민국의 국가민속문화재 제24호로 지정되었다.

## 개요
풍수지리학상 좋은 터에 자리 잡고 있는 이 집은 '매산 정중기'(1685∼1757) 선생이 짓기 시작하여 둘째 아들 '정일찬'이 완성하였다고 한다. 대문채·안채·사랑채·사당들로 구성되어 있으며, 대문을 들어서면 전형적인 'ㅁ'자 평면을 가진 안채가 있다. 사랑채 누마루는 사랑방과 직각을 이루면서 덧붙어 있다.
대문채는 3칸 규모로 양쪽으로 긴 담장이 있고 안채 가운데로 대청을 두었다. 대청 왼쪽으로는 큰방과 부엌을 두었는데, 이와 같은 형식은 영남지방의 구성을 따르고 있는 것이다. 사랑채의 독립된 건물인 산수정은 동쪽 사랑방과 이어져 있는데 지붕을 얹은 수법이 지붕 옆면을 건물의 앞면으로 사용하여 특이한 배치를 보이고 있다. 사랑채는 본채 오른편에 따로 담장을 둘러 구성하고 있다.
집터를 잘 활용하여 지은 전통있는 조선시대 가옥으로 지리·건축·민속의 여러 측면에서 귀한 연구 자료로 평가받고 있다.

## 명칭 변경
지정당시 명칭은 영천정재영씨가옥및산수정(永川鄭在永氏家屋및山水亭)'이었다.
2007년 1월 29일 가옥을 지은 정중기의 호를 따라 영천 매산 고택 및 산수정(永川 梅山 古宅 및 山水亭)으로 명칭이 변경되었다..
2017년 2월 28일 둘이상의 대상을 대등한 자격으로 이어주는 접속조사 사용('및'을 '과'로 변경)하여 영천 매산 고택과 산수정(永川梅山古宅과 山水亭)(Maesan Historic House and
Sansujeong Pavilion, Yeongcheon)으로 명칭이 변경되었다.

## 참고 자료
- 영천 매산 고택과 산수정 - 국가유산청 국가유산포털